# Justin Tranter
Justin Drew Tranter (Chicago, 16 giugno 1980) è un cantautore, stilista e attivista statunitense.
Ha scritto canzoni per Britney Spears, Gwen Stefani, Lady Gaga, Linkin Park, Kelly Clarkson, Selena Gomez, Justin Bieber, DNCE, Kesha, Fifth Harmony, 5 Seconds of Summer, Ariana Grande e i Fall Out Boy, e spesso co-scrive con la collega cantautrice americana Julia Michaels. Tranter era anche il cantante principale dei Semi Precious Weapons, una rock band con base a New York.  È anche membro del consiglio di amministrazione di GLAAD, un'organizzazione che promuove l'accettazione LGBTQ nel settore dell'intrattenimento e delle notizie.

## Biografia
Justin Tranter nasce il 16 giugno del 1980. Tranter e i suoi tre fratelli maggiori crescono con i genitori nell'Illinois, a Lake Zurich. Studia musica alla Chicago Academy for the Arts negli anni 1994-98.Una volta diplomato, si trasferisce per studiare alla Berklee School of Music di Boston. Assieme a Composizione prende lezioni di business management per prepararsi alla carriera musicale. Si laurea in Composizione (Songwriting) in soli 3 anni con il voto 3.9 GPA. Tranter registra il suo primo album, Scratched, mentre è ancora a Berklee. Mentre era alla Berklee, Justin ha fondato la Musicians With a Mission, un fondo di borse di studio per l'educazione dei giovani LGBT.

## Carriera musicale
Una volta laureato si trasferisce a New York dove fonda la band Rockstars NYC. Dopo sole tre settimane la band si scioglie, e Justin registra il suo secondo album, Tear Me Together.

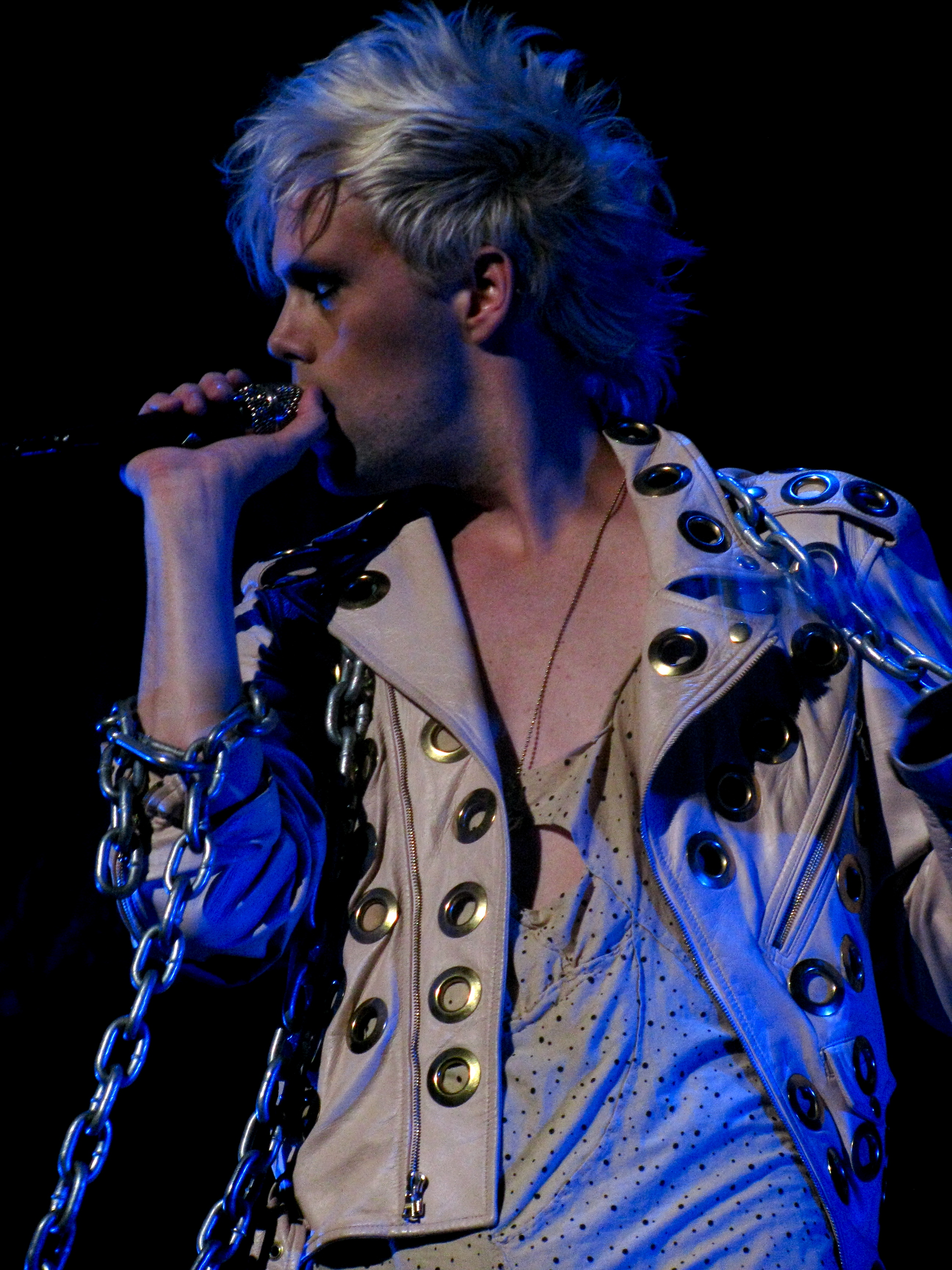
Justin Tranter con la band Semi Precious Weapons.

Nel 2004, Tranter unisce le forze con altri laureati di Berklee, Cole Whittle e Dan Crean, più Aaron Lee Tasjan per formare i Semi Precious Weapons. Il ben noto manager B.P. Fallon li porta così alla produzione del loro primo album, You Love You.
Nel 2015 ha scritto la canzone Good for You per Selena Gomez, primo estratto dall'album Revival. Nell'autunno del 2015, Britney Spears ha confermato tramite Instagram la collaborazione con Tranter e la collega Julia Michaels su alcuni brani successivamente pubblicati in Glory. Tranter ha poi confermato nel maggio 2016 in un'intervista per Billboard: «È stata un'esperienza straordinaria. La sua voce è semplicemente speciale [...] e lei è una compositrice assolutamente sottovalutata.» Nello stesso anno scrive la canzone Sorry contenuta nell'album Purpose del cantante canadese Justin Bieber.
Al BMI Pop Awards 2017 ospitato da Broadcast Music, Inc. (BMI), Tranter è stato nominato Pop Songwriter of the Year 2017 e ha raccolto premi per la co-scrittura di quattro delle migliori canzoni dell'anno.
In un'intervista con la rivista Variety, Tranter ha rivelato che sarà il produttore esecutivo del prossimo album di Britney Spears.

### Altre attività
È sia musicista che designer di gioielli. La sua linea di gioielli, Fetty, è venduta nei più importanti negozi di genere come Barneys New York, Urban Outfitters e Hot Topic.